# Euphaedra semipreussiana
Euphaedra semipreussiana är en fjärilsart som beskrevs av Wichgraf. Euphaedra semipreussiana ingår i släktet Euphaedra och familjen praktfjärilar. Inga underarter finns listade i Catalogue of Life.